# Superintendencia Nacional de Fiscalización Laboral
La Superintendencia Nacional de Fiscalización Laboral (Sunafil) es una entidad pública del Estado peruano adscrita al Ministerio de Trabajo y Promoción del Empleo (MTPE). Se encarga de supervisar los derechos laborales de los trabajadores y generar condiciones adecuadas para el desarrollo de las actividades económicas de las empresas, promoviendo su formalidad y productividad a nivel nacional. Fue creada por la ley n.º 29981 (de fecha 15 de enero de 2013), por el Congreso de la República, como organismo técnico especializado adscrito al MTPE. Es una de las instituciones más críticas en el ámbito laboral y un aliado esencial para los trabajadores y empleadores, ya que vigila el cumplimiento de las normas en las empresas y sanciona a las que se desvían de ellas.

## Historia
Acorde a la visión y misión de la institución se encarga de "promover, fiscalizar y supervisar el cumplimiento de las normas sociolaborales y las de seguridad y salud en el trabajo, en beneficio de los trabajadores, de la manera más adecuada para lograr condiciones de trabajo digno".
Desde  su fundación, el 1 de abril de 2014, hasta 28 de marzo del 2021, la Sunafil realizó un total de 414 593 acciones de inspección laboral que han comprendido a más de 9 millones de trabajadores a nivel nacional, las cuales 257 743 trabajadores fueron incorporados a planilla. Durante el resto de 2021, 300 mil trabajadores restantes ingresaron a planilla.
En el periodo 2014-2021 la Sunafil realizó campañas de orientación para 755 515 trabajadores en la formalización y organización durante la fiscalización, y alrededor de 90 mil empresas orientadas a nivel nacional. En 2021 se gestiona la regularización de la nómina por aplicativo móvil.
Actualmente la Sunafil comprende de un tribunal, y 26 intendencias: Lima Metropolitana, Amazonas, Ancash, Apurimac, Arequipa, Ayacucho, Cajamarca, Callao, Cusco, Huancavelica, Huanuco, Ica, Junín, La Libertad, Lambayeque, Lima, Loreto, Madre de Dios, Moquegua, Pasco, Piura, Puno, San Martín, Tacna, Tumbes, Ucayali. Además de 7 plataformas de inspección de trabajo (PIT), para reportar malos manejos laborales, en Lima Sur (Lima Metropolitana), Huaráz (Áncash), Virú (La Libertad), Sullana (Piura), Olmos (Piura), Cañete (Lima Provincias), Salas (Ica).

## Superintendentes de la Sunafil
1. Aldo Ortega Loayza, desde setiembre de 2013 hasta agosto de 2014.[9]
2. Gorki Gonzales Mantilla, desde agosto de 2014 hasta diciembre de 2014.
3. Óscar Gómez Castro, desde enero de 2015 hasta junio de 2015.[10]
4. Carlos Benites Saravia, desde junio de 2015 hasta enero de 2017.[11]
5. Sylvia Cáceres Pizarro, desde febrero de 2017 hasta mayo de 2018.
6. Jorge Luis Cáceres Neyra, desde mayo de 2018 hasta diciembre de 2018.
7. Juan Carlos Requejo Alemán, desde enero de 2019 hasta febrero de 2020.
8. Edilberto Martin Terry Ramos, desde marzo de 2020 hasta agosto de 2020.
9. Juan Carlos Requejo Alemán, desde setiembre de 2020 hasta diciembre de 2021.
10. Jesús Adalberto Baldeón Vásquez, desde enero de 2022 hasta junio de 2022.
11. Víctor Loyola Desposorio, desde junio de 2022 hasta marzo de 2023.
12. Flor Marina Cruz Rodríguez, desde marzo de 2023 hasta octubre de 2023.
13. Freddy José María Solano González, octubre de 2023.
14. Enrique Michael Guevara Varela, desde el 14 de octubre de 2024 hasta la actualidad.

## Funciones
- Supervisar el cumplimiento de la normativa sociolaboral, ejecutando las funciones de inspección en el ámbito de su competencia.
- Aprobar las políticas institucionales en materia de inspección laboral por políticas nacionales y sectoriales.
- Formular y proponer disposiciones reglamentarias en el ámbito de su competencia.
- Vigilar y exigir el cumplimiento de las normas legales, reglamentarias y convencionales y las condiciones contractuales en el orden social y laboral que se refieran al régimen legal aplicado a los regímenes especiales.
- Imponer las sanciones legalmente establecidas por el incumplimiento de las normas sociolaborales en el ámbito de su competencia.
- Fomentar y apoyar la realización de actividades de promoción de las normas sociolaborales, así como el desarrollo de las funciones inspectoras de orientación.
- Asistencia técnica a los gobiernos regionales.
- Brindar orientación y asistencia técnica especializada en el ámbito de su competencia.
- Ejercer la facultad de ejecución coactiva de las sanciones impuestas en el ejercicio de sus competencias.
- Vigilar y exigir el cumplimiento de las normas legales, reglamentarias y convencionales y de las condiciones contractuales en el régimen laboral privado, en el orden social y laboral.
- Celebrar convenios de gestión con los gobiernos regionales en materias de su competencia.
- Las demás funciones que señale la ley o le encomiende el Ministerio de Trabajo y Promoción del Empleo en el ámbito de su competencia.